# أنتيمونيات الميغلومين
ميغلومين أنتيمونيات هو دواء يستخدم لعلاج داء الليشمانيات. ويشمل ذلك داء الليشمانيات الحشوي، الجلدي المخاطي، والجلدي. [1] وتعطى عن طريق الحقن العضلي أو في المنطقة المصابة.
وتشمل الآثار الجانبية فقدان الشهية، والغثيان، وآلام في البطن، والسعال، والشعور بالتعب، وآلام في العضلات، واضطراب نظم قلبي، وقصور كلوي. لا ينبغي أن يستخدم في الأشخاص الذين يعانون من مشاكل كبيرة في القلب أو الكبد أو الكلى. لا ينصح أثناء الرضاعة الطبيعية. وينتمي إلى مجموعة من الأدوية المعروفة باسم الأنتيمونيات خماسية التكافؤ.
 وهو مدرج في قائمة الأدوية الأساسية النموذجية لمنظمة الصحة العالمية، وهي الأدوية الأكثر فعالية وأمناً في نظام الرعاية الصحية. وتبلغ تكلفة الجملة في العالم النامي حوالي 4.32 دولار أمريكي لكل قنينة اعتباراً من عام 2014. وهي متوفرة في جنوب أوروبا وأمريكا اللاتينية ولكن ليس في الولايات المتحدة.

## المجتمع والثقافة
يتم تصنيعها من شركة سانوفي وتباع في فرنسا وإيطاليا.

## انظر ايضاً
- ميغلومين